# Józef Krok (duchowny)
Józef Krok (ur. 11 kwietnia 1915 w Białej Niżnej, zm. 27 sierpnia 2009 w Gdyni) – redemptorysta (CSsR), kapelan Duszpasterstwa Morskiego, założyciel ośrodka Stella Maris w Gdyni.

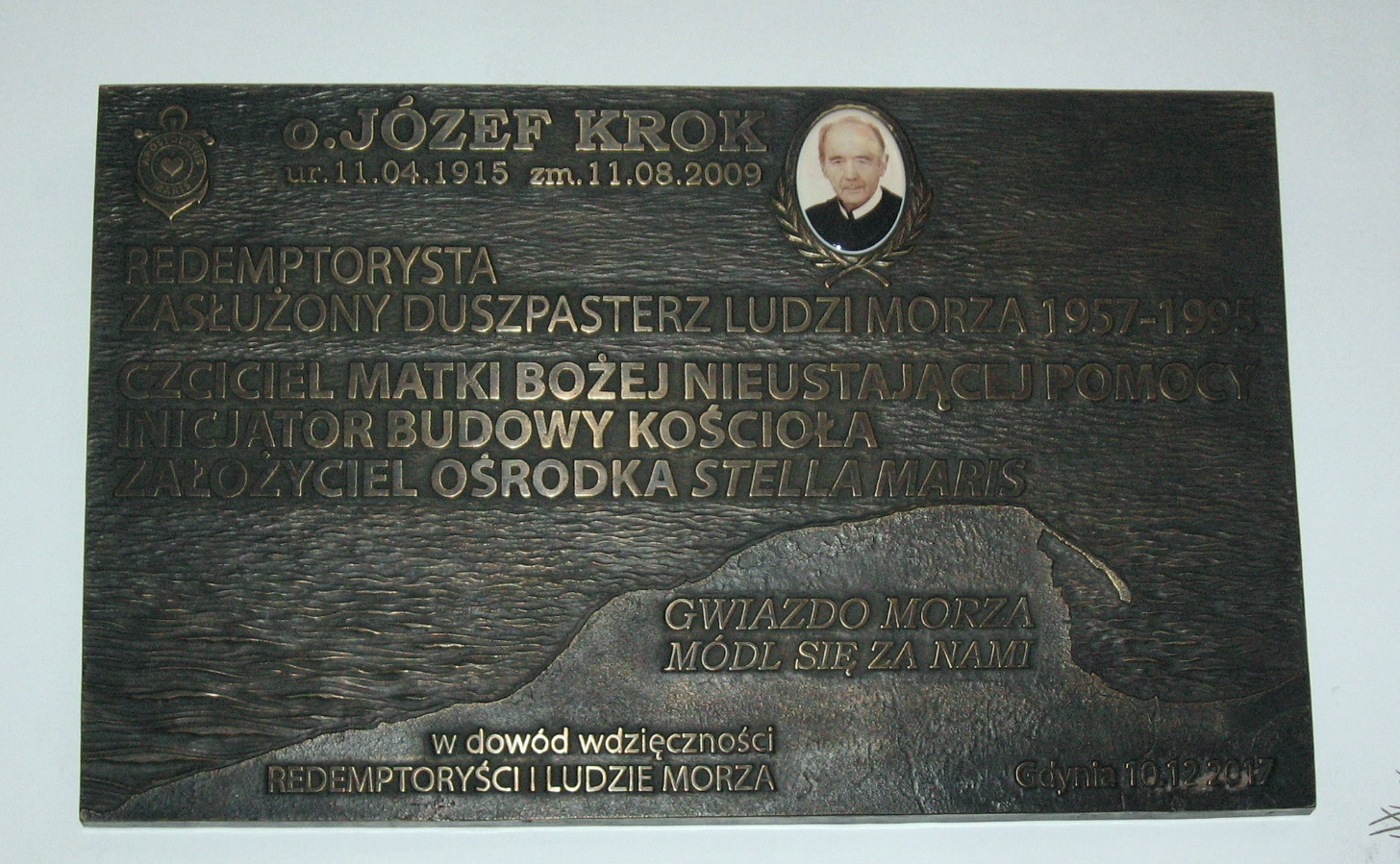
Tablica upamiętniająca w kościele Św Piotra Rybaka w Gdyni

## Życiorys
Urodził się 11 kwietnia 1915 roku w Białej Niżnej. Ukończył gimnazjum staroklasyczne Redemptorystów w Toruniu. W 1935 roku zdał maturę. W Mościskach odbył roczny nowicjat zakończony 2 sierpnia 1936 roku złożeniem pierwszych ślubów zakonnych. Studiował w seminarium filozofię i teologię w Wyższym Seminarium Duchownym Redemptorystów w Tuchowie.
Święcenia kapłańskie otrzymał 29 czerwca 1941 roku w Tarnowie. Roczne przygotowanie do głoszenia misji i rekolekcji odbył w Lubaszowej. Pracował jako misjonarz m.in. w Krakowie, Wrocławiu, Braniewie i Zamościu. W 1957 roku w Gdyni założył nową placówkę Zgromadzenia Redemptorystów oraz pierwszy w Polsce ośrodek Duszpasterstwa Ludzi Morza pełniący posługę duszpasterską wśród marynarzy, rybaków i ich rodzin. Nabył teren pod kościół i doprowadził do zatwierdzenia projektu Kaplicy Morskiej pod wezwaniem Matki Boskiej Nieustającej Pomocy. W czasie 13 lat pobytu w Gdyni odprawiał msze i nabożeństwa w prowizorycznej kaplicy, a w tym czasie zbudował nową kaplicę i klasztor klasztoru Ojców Redemptorystów. W 1964 roku został mianowany proboszczem nowej parafii pw. Matki Bożej Nieustającej Pomocy i św. Piotra Rybaka w Gdyni. W późniejszym czasie pełnił funkcję rektora w Bardzie Śląskim, Zamościu i Toruniu. Przyczynił się do koronacji papieskimi koronami cudownej figury Matki Boskiej Bardzkiej w bazylice Nawiedzenia Najświętszej Maryi Panny. W Toruniu brał udział w organizowaniu festiwalu religijnej pieśni młodzieżowej Sacrosong. Do Gdyni powrócił w 1978 roku, by dalej prowadzić Duszpasterstwo Morskie w parafii MB NP i św. Piotra do roku 1995, pełnił funkcję socjusza nowicjatu.
W 1995 roku był organizatorem I Europejskiej Konferencji Apostolatus Maris w Gdyni, pełnił funkcję Diecezjalnego i Krajowego Duszpasterza Ludzi Morza, jako krajowy Duszpasterz Ludzi Morza uczestniczył w różnych komitetach i stowarzyszeniach podlegających AOS.
Józef Krok odbywał także podróże służbowe morskie pełniąc funkcję kapelana na polskich statkach: TSS Stefan Batory, Siarkopol, MS Inowrocław, uczestniczył w kilkunastu konferencjach i kongresach zagranicznych Apostolatus Maris (AOS). Józef Krok zmarł w dniu 11 sierpnia 2009 roku, pochowany został na cmentarzu Witomińskim w Gdyni (kwatera 57-19-17). Pogrzeb o. Józefa Kroka, wieloletniego duszpasterza ludzi morza, odbył się 14 sierpnia w Gdyni w kościele pw. NBNP i św. Piotra Rybaka.

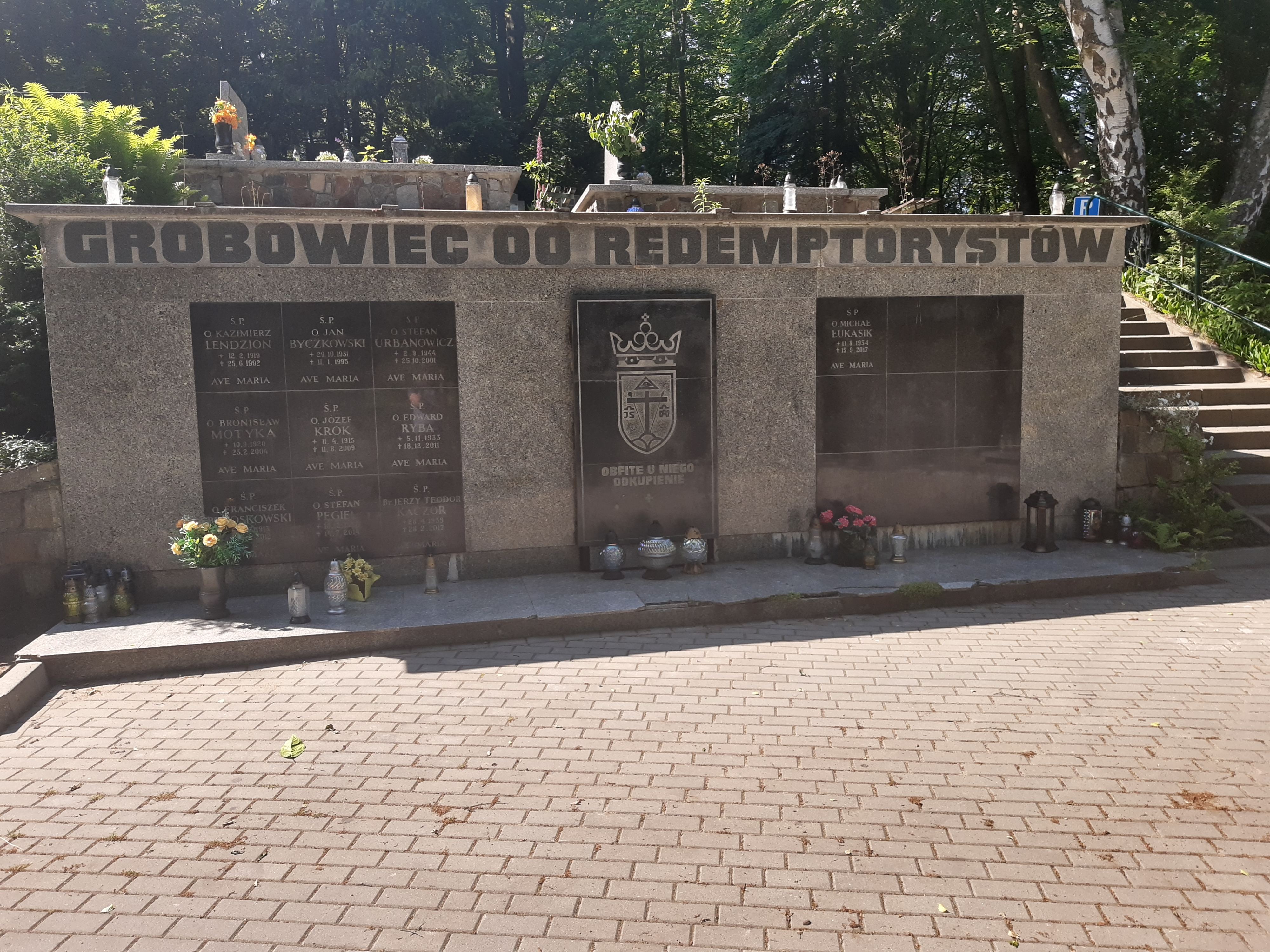
Grobowiec redemptorystów na cmentarzu Witomińskim

## Odznaczenia
Civitas e Mari – medal przyznany przez Prezydenta Miasta Gdyni Wojciecha Szczurka.

## Upamiętnienie
W Gdyni 10 grudnia 2017 roku odsłonięto tablicę pamiątkową w 60. rocznicę powstania „Duszpasterstwa Morskiego” i upamiętniono O. Józefa Kroka.